# 야나가와시

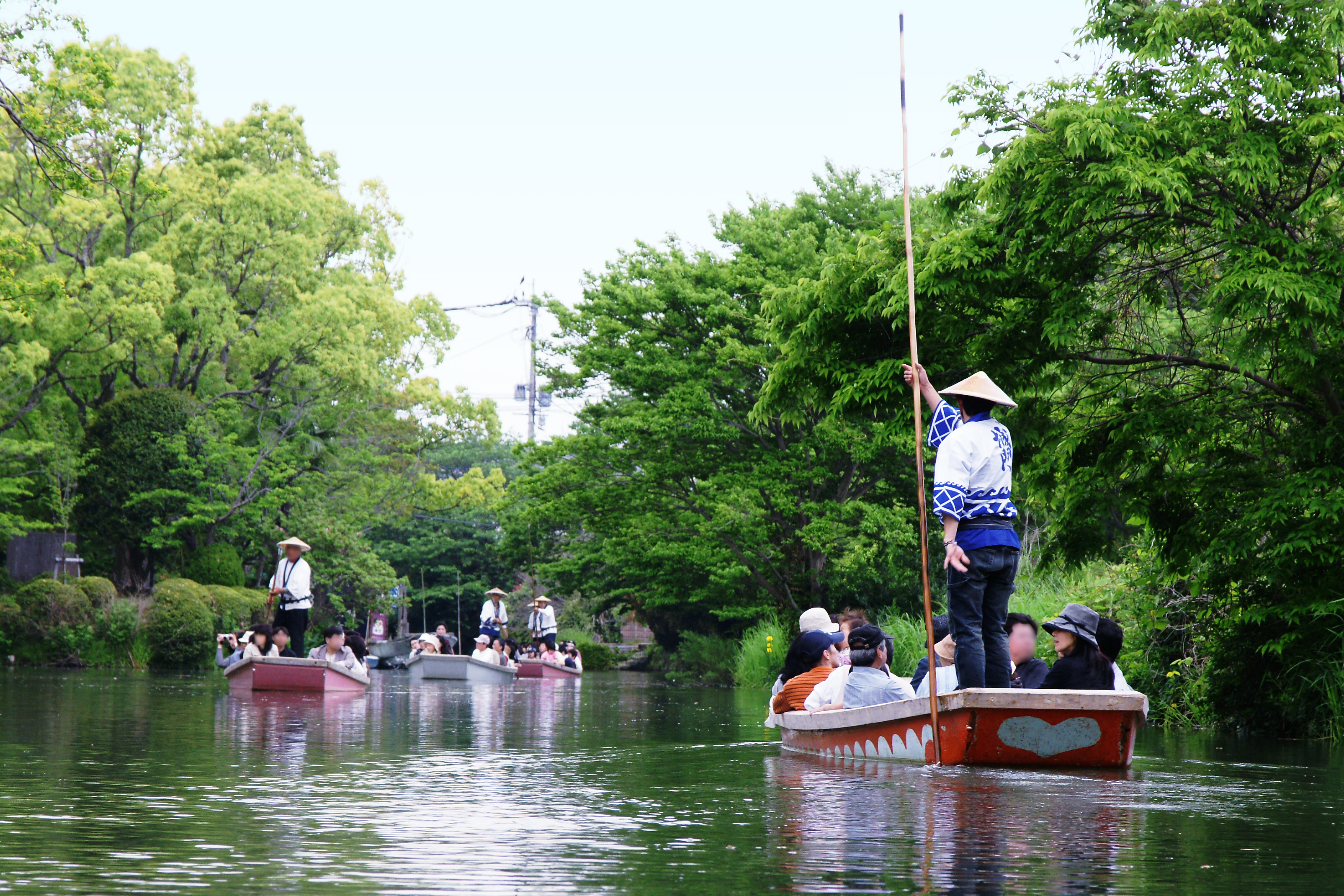
야나가와의 강놀이

야나가와시(일본어: 柳川市)는 일본 후쿠오카현 남부, 지쿠고 지방 남서부에 있는 시이다.
후쿠오카시에서 서일본 철도 덴진오무타선으로 약 45분, 구루메시, 오무타시에서 약 15분 거리이다. 시내를 수로가 종횡으로 흐르기 때문에 물의 수도로 불리고 지쿠고 지방 남서부의 상업 중심지인 동시에 수로를 이용한 강놀이, 옛 번주 다치바나씨의 별저 "쇼토엔", 시인 기타하라 하쿠슈 등 문화인이 유명하다. 이 밖에도 간척지를 중심으로 풀, 아리아케해의 김 양식 등이 활발한 도시이다.
구 야나가와시, 구 미쓰하시정은 후쿠오카 도시권에 속한다.

## 지리
후쿠오카현 남부, 지쿠고 지방 남서부에 위치하며 기타큐슈시에서 남쪽으로 약 100km, 후쿠오카시에서 남쪽으로 약 50km, 구루메시에서 남쪽으로 약 20km, 오무타시에서 북쪽으로 약 15km 거리에 있다. 거의 전역이 평탄지이기 때문에 시 면적 76.9km2 중 99.8%가 가주지이며 가주지 면적은 현내 6위이다.
모양은 남북 12km, 동서 11km의 부채꼴이다. 시 북동부는 서쪽에서 지쿠고강, 남동쪽에서 야베강이 부채의 양단을 형성하고 그 사이로 야베강에서 분기한 오키노하타강, 후타쓰강, 시오즈카강이 시내를 가로지른다. 야베강을 포함해 각 하천은 부챗살처럼 북동쪽에서 남서쪽으로 흘러 모두 시 남서쪽의 아리아케해로 흘러든다. 그리고 각 하천에서 분류하는 수로가 시내를 종횡하여 흐른다.
중심부에는 옛 야나가와번의 성시(조카마치)와 니시테쓰 야나가와역 주변으로 이루어진 현재의 시가지가 형성되어 있고 시가지를 둘러싸듯이 주택지와 농지가 펼쳐져 있다. 니시테쓰 야나가와역 주변은 후쿠오카시의 교외·베드타운 양상이며 성시로부터 발전한 조나이 지구와는 분위기가 차이가 난다. 시내를 니시테쓰 덴진오무타선이 남북으로 가로지르고 후쿠오카시, 구루메시로의 통근 도시권을 형성한다.

## 인접하는 자치체
- 후쿠오카현
  - 오카와시
  - 지쿠고시
  - 미야마시
  - 미즈마군 오키정
- 사가현
  - 사가시(지쿠고강 하구 부근에서 인접하지만 다리 등은 없다)

## 역사

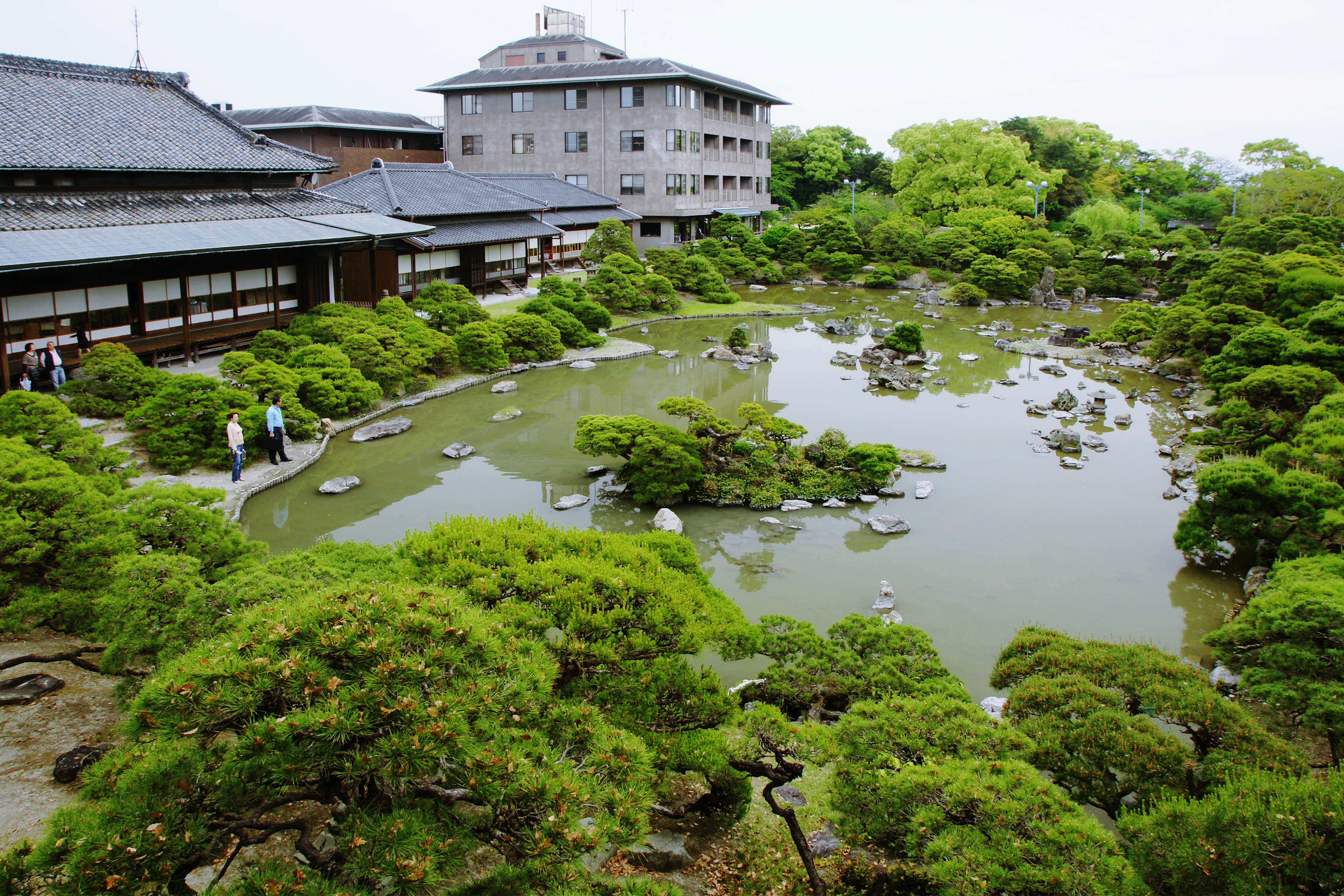
쇼토엔

야나가와 지역의 역사는 약 2천 년 전의 야요이식 토기가 야나가와 교외 지역에서 출토되고 있는 것으로 볼 때 오래되었고 이 무렵부터 이 지역에서 벼농사가 시작되었다고 추정하고 있다. 도시로서의 야나가와는 센고쿠 시대에 야나가와 성주인 가마치씨의 성시(조카마치)로 만들어졌고 아즈치모모야마 시대에는 다나카씨, 에도 시대에는 다치바나씨의 야나가와번 성시(조카마치)가 되어 현재에 이른다.
- 1889년 4월 1일 - 정촌제 시행으로 야마토군 야나가와정이 성립하였다.
- 1951년 4월 1일 - 야나가와정과 5개 촌이 대등 합병해 야나가와정이 성립하였다.
- 1952년 4월 1일 - 야나가와정이 시로 승격해 야나가와시가 되었다.
- 1955년 1월 1일 - 쇼다이촌·가마치촌이 야나가와시에 편입되었다.
- 2005년 3월 21일 - 야나가와시·미쓰하시정·야마토정이 대등 합병해 새로운 야나가와시가 성립하였다.

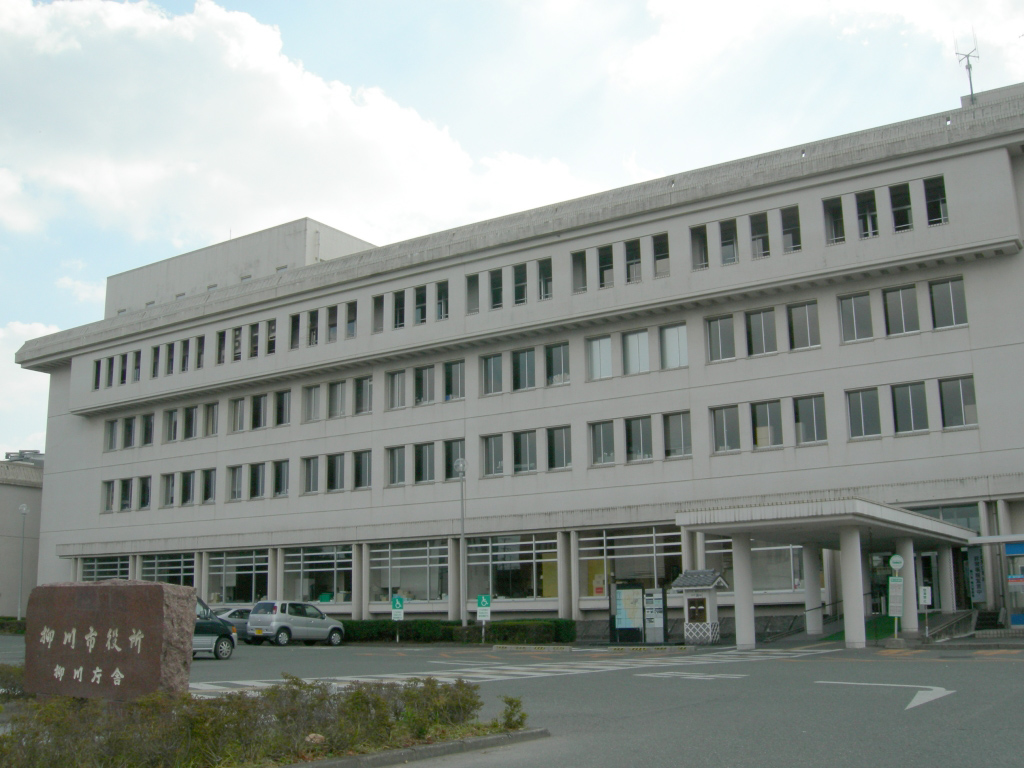
야나가와시청

## 교통

### 철도
- 서일본 철도 덴진오무타선

### 도로
- 국도 208호선
- 국도 385호선
- 국도 443호선